# Hynčicovy skály
Hynčicovy skály jsou přírodní památka severovýchodně od obce Viničné Šumice v okrese Brno-venkov. Důvodem ochrany je lokalita teplomilné květeny.